# Otto Block (Politiker)
Otto Block (* 24. Dezember 1889 in Malchin; † unbekannt) war ein deutscher Politiker und Funktionär der DDR-Blockpartei Demokratische Bauernpartei Deutschlands (DBD).

## Leben
Block war vor 1933 Mitglied der KPD. Nach dem Zweiten Weltkrieg trat er in die DBD ein und wurde deren Kreisvorsitzender in Malchin. Von 1950 bis 1954 war er Mitglied der DBD-Fraktion der Volkskammer der DDR.